# Häsener Luch
Das Naturschutzgebiet Häsener Luch liegt auf dem Gebiet der Gemeinde Löwenberger Land im Landkreis Oberhavel in Brandenburg.
Das Gebiet, ein Luch mit der Kenn-Nummer 1069, wurde mit Verordnung vom 19. Oktober 1967 unter Naturschutz gestellt. Das rund 52 ha große Naturschutzgebiet erstreckt sich westlich von Häsen und östlich von Gutengermendorf, beide Ortsteile der Gemeinde Löwenberger Land. Westlich des Gebietes verläuft die B 96, südwestlich erstreckt sich das rund 113,6 ha große Naturschutzgebiet Moncapricesee.